# Kerkstraat 6 (Baarn)

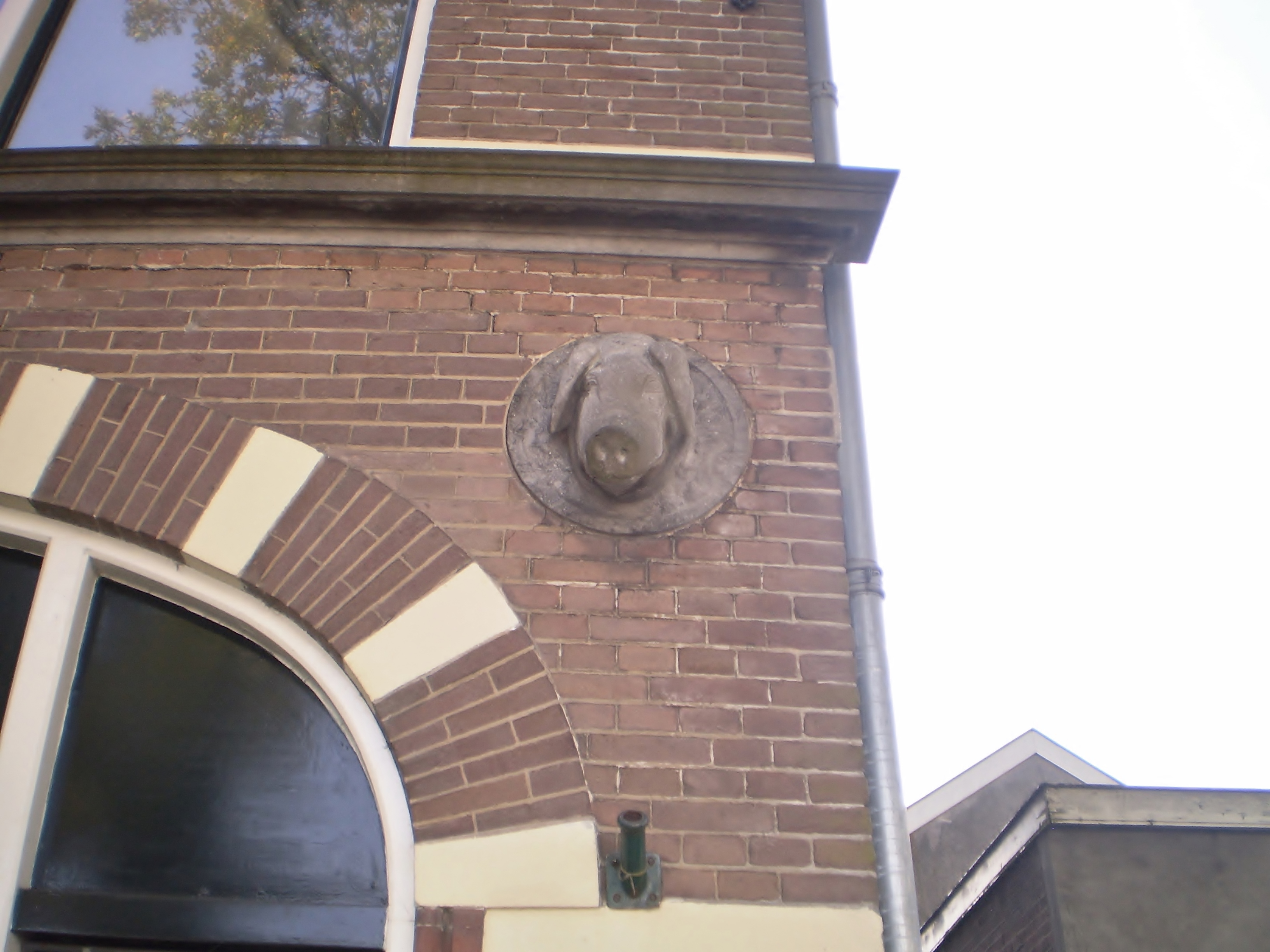
detail

Villa Kerkstraat 6 is een gemeentelijk monument in Baarn in de provincie Utrecht.
Het forse pand Kerkstraat 6 met bijbehorend bedrijfsgebouwtje werd in opzet omstreeks 1880 gebouwd.
Rond 1900-1915 werd het pand voorzien van een nieuwe ‘moderne’ voorgevel in sobere neorenaissance trant en werd het iets verhoogd (waarschijnlijk kreeg het pand in die periode ook de functie van slagerij).
Hoewel Kerkstraat 6 zijn winkelfunctie als slagerij heeft verloren, is deze nog sterk herkenbaar vanwege de koeienkop en twee varkenskoppen aan de gevel en de grote winkelpuien.